# Маруша Загоровська
Маруша (Марина) Загоровська (? —1617) — представниця руського князівського роду, меценатка, боролася проти поширення унії з римсько-католицькою церквою.

## Життєпис

### Шлюб
Походила з магнатського роду князів Збаразьких. Дочка Миколи Збаразького, крем'янецького старости, та княжни Козечанки. Здобула домашню освіту. 29 вересня 1564 року укладено шлюб з брацлавським каштеляном Василем Загоровським. У перешлюбній домовленості як посаг отримала материнські маєтності.
Спочатку подружжя за звичаєм одне одного обдаровували записами маєтностей, зокрема, Маруша 1/3 своїх подарувала, 2/3 надала в заставу за фіктивний борг. 10 липня 1564 року Василь Загоровський вніс до актових книг віновий запис дружині на третині маєтностей Суходоли, Дьогтів, Перевали і Таврів. У липні 1566 року під час розподілу материнської спадщини Маруші з братом — князем Янушем Збаразьким — її чоловік виступав захисником дружини. Отримала двори Замлицький та Гривятковський, села Войковичі, Форостів.
У червні 1567 батько Маруші вніс «протестацію» на дії зятя до суду, за якою В. Загоровський, «не маючи власного доброго помешкання, примусив дружину зробити дарчі». 7 травня 1567 року Ганна Деспотівна — мачуха Маруші — скаржилася, що хотіла провідати пасербицю, але урядник Загоровського не пустив її на «двір» та не дозволив бачитись. Через кілька днів князь М. Збаразький з озброєною свитою приїхав та забрав доньку із собою, на що Загоровський заніс скаргу. У червні 1567 року мачуха Маруши від імені чоловіка заявила, що «пан Василий Петрович Загоровский ниякие поневолне учиненые записы от малжонки своее а дочки его милости князя …княжны Марины, … одержавши, у книги кгродские и земъские записати мелъ». На слуханні в гродському суді у Володимирі Маруша скаржилась, ніби від мужа «везеня, бою и зраненя приймовала и терпела, которого зраненя и тепер дей знаки в себе в голове мает». Перебралася додому батька вже вагітною, народивши там доньку Ганну.
27 серпня 1568 року возний Тихно Радовицький підтвердив офіційне розлучення Маруші з Василем Загоровським, здійснене єпископом Володимирським і берестейським Феодосієм. Протягом 1568 року між колишнім подружжям відбувалися конфлікти довкола маєткностей Маруші Збаразької, які вона отримала в посаг. Попри офіційне розлучення і другий шлюб колишнього чоловіка, Маруша ще в 1613 році продовжувала називати себе брацлавською каштеляновою та панею Загоровською.
Після смерті у 1603 році своєї дочки займалася вихованням онук Маріанни та Олени, намагаючись надати їм православну освіту.

### Конфлікт з Митрополитом Іпатієм Потієм
Відома своєю підтримкою Православної церкви. Боролася з покатоличенням руських (українських земель). Ще до Берестейської унії 1596 року мала конфлікт з єпископом Іпатієм Потієм за право володіння[джерело?] церквою святого Іллі з її маєтностями в м. Володимир-Волинський. За версією владики Іпатія, княгиня Збаразька незаконно вилучила з-під юрисдикції володимирських єпископів згадану церкву, тож він у судовому порядку вимагав відновити порушені права. У серпні 1596 року (ще до проголошення унії в Бересті) Потій, маючи на меті тимчасово припинити богослужіння у цьому храмі, виніс звідти антимінс. Ця подія трактувалася Загоровською як незаконне вторгнення у церкву та її пограбування. Зрозуміло, що проголошення унії надало конфлікту релігійного забарвлення, яке між тим було лише зовнішньою декорацією чисто майнового конфлікту. Слід зазначити, що до остаточного вирішення справи у суді (1609 року) Потій (тоді вже унійний митрополит) утримувався від будь-яких силових дій. Врешті, Маруша Збаразька змушена була визнати претензії митрополита обґрунтованими.
Вона зреклася прав на церкву св. Іллі на користь володимирських владик і записала фундуш на храм, вочевидь як компенсацію за багаторічні судові витрати. Проте й надалі підтримувала православні установи в боротьбі з католиками й уніатами.
Померла на початку 1617 року. Відомо, що в жовтні того року в Кременецькому ґродському суді розглядали позов щодо судді цього суду Олександра Куликовського і кременецького бурграбія Олександра Делешкана від Анастасії Дедеркало, яка звинуватила їх у приховуванні заповіту Маруші.

## Родина
Чоловік — Василь Загоровський. Діти:
- Ганна (1568/1569 — бл. 1603), дружина князя Костянтина Вишневецького